# Geronimo (Texas)
Pour les articles homonymes, voir Geronimo (homonymie).
Geronimo est une census-designated place située dans le comté de Guadalupe, dans l’État du Texas, aux États-Unis. Sa population s’élevait à 1 032 habitants lors du recensement de 2010.